# Визиярви
Визиярви — пресноводное озеро на территории Кестеньгского сельского поселения Лоухского района Республики Карелии и сельского поселения Зареченск Кандалакшского района Мурманской области.
Является частью Иовского водохранилища.

## Общие сведения
Площадь озера — 25,2 км², площадь водосборного бассейна — 436 км². Располагается на высоте 72,0 метров над уровнем моря.
Форма озера лопастная, продолговатая: оно почти на двадцать километров вытянуто с юго-запада на северо-восток. Берега изрезанные, каменисто-песчаные, преимущественно возвышенные, скалистые.
Через озеро течёт река Визи, берущая начало из озера Ориярви и впадающая в Тумчаозеро, которое соединяется с Сушозером. Через последнее протекает река Ковда, впадающая, в свою очередь, в Белое море.
В озере расположено более трёх десятков безымянных островов различной площади, рассредоточенных по всей площади водоёма.
Населённые пункты вблизи водоёма отсутствуют.
Код объекта в государственном водном реестре — 02020000611102000001259.